# Duke-Peacock
Duke-Peacock war ein amerikanisches unabhängiges Tonträgerunternehmen, das 1952 aus einer Partnerschaft von Duke Records und Peacock Records hervorging. 1953 übernahm der Peacock-Gründer Don Robey das Management beider Plattenlabel. 1973 wurde Duke-Peacock an ABC-Dunhill verkauft.

## Geschichte
Das 1952 in Memphis, Tennessee gegründete Duke-Label ging bereits wenige Monate nach seiner Gründung durch David J. Mattis und Bill Fitzgerald eine Partnerschaft mit dem seit 1949 in Houston, Texas ansässigen Peacock-Label ein. 1953 fusionierten die beiden Independent-Label und wurden fortan von Peacock-Gründer Don Robey geführt. Sitz des neuen Unternehmens waren Räume in Robeys Nachtclub „Bronze Peacock Dinner Club“ in Houston. Die Zusammenführung erweiterte das Portfolio des Blues-, Jazz-, Rhythm-and-Blues- und Gospel-orientierten Peacock-Labels um die frühen Rock-’n’-Roll- und Pop-Interpreten aus dem Country-beeinflussten Duke-Repertoire. Beide Labels wurden aber als eigene Plattenmarken weitergeführt.
Robey beschäftigte Irving Marcus und Dave Clark für den Vertrieb und die Promotion. Johnny Otis, Bill Harvey, Joe Scott und Robey selbst waren als Produzenten tätig. Die Künstler bei Duke-Peacock wurden für gewöhnlich auch über die unternehmenseigene Konzertagentur betreut. Robey duldete ein eigenes Management der Künstler nur ungern.
Im Jahr 1957 wurde das Tochterlabel Back Beat Records gegründet, das ab 1960 Soul veröffentlichte. Songbird Records folgte 1963 als Gospel-Label.
Am 23. Mai 1973 verkaufte Robey Duke-Peacock an ABC-Dunhill, blieb aber ABC als Berater erhalten und sorgte für die Weiterverwertung des Duke-Peacock-Katalogs. Mit seinem Tod zwei Jahre später endeten auch die Ausgaben auf den Labels der Duke-Peacock-Gruppe.